# Múscul espleni cervical
El múscul espleni cervical (musculus splenius cervicis) (també espleni del coll o splenius colli) és un dels dos músculs esplenis. Està situat en la part posterior del coll. S'origina en una banda tendinosa estreta de les apòfisis espinoses de la tercera a la sisena vèrtebres dorsals, i s'insereix amb fascicles tendinosos en els tubercles posteriors de les apòfisis transverses de la part superior de les dues o tres vèrtebres cervicals. El seu nom ve del grec σπληνίον, splenion ("embenat") i del llatí cervix ("coll").
La funció del múscul espleni cervical és l'extensió de la columna cervical, i la rotació i la flexió lateral cap al costat ipsilateral.

## Imatges

Posició del múscul espleni cervical (en vermell). Animació.
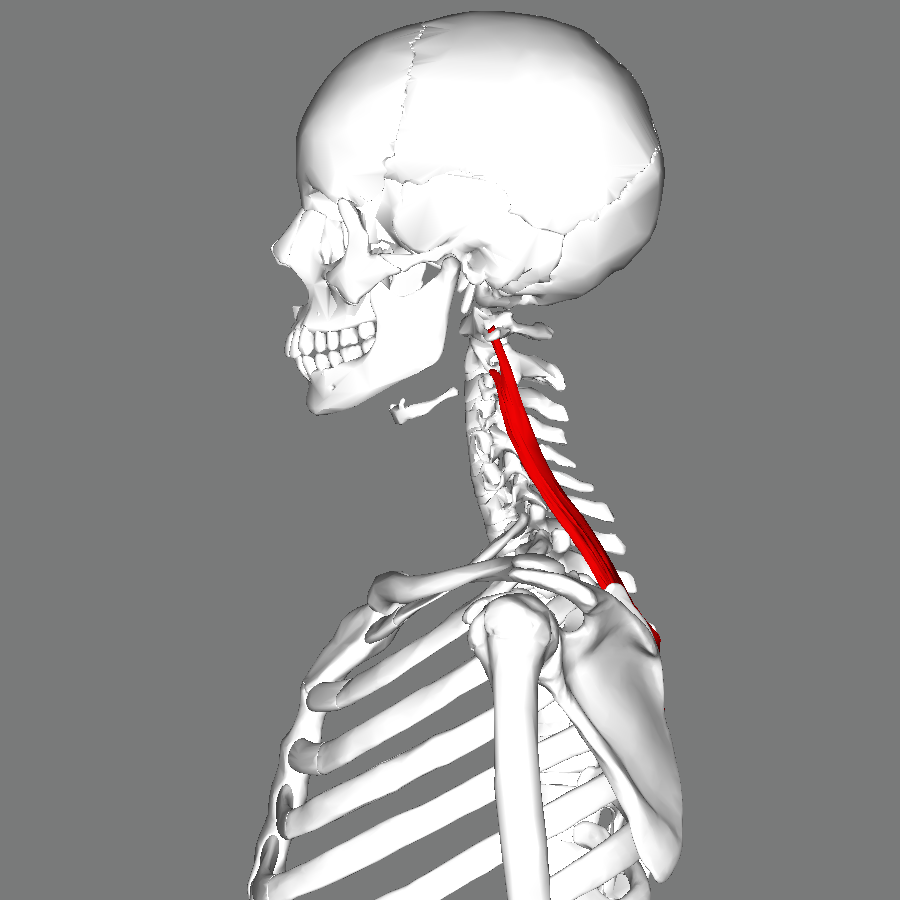
Vista lateral.
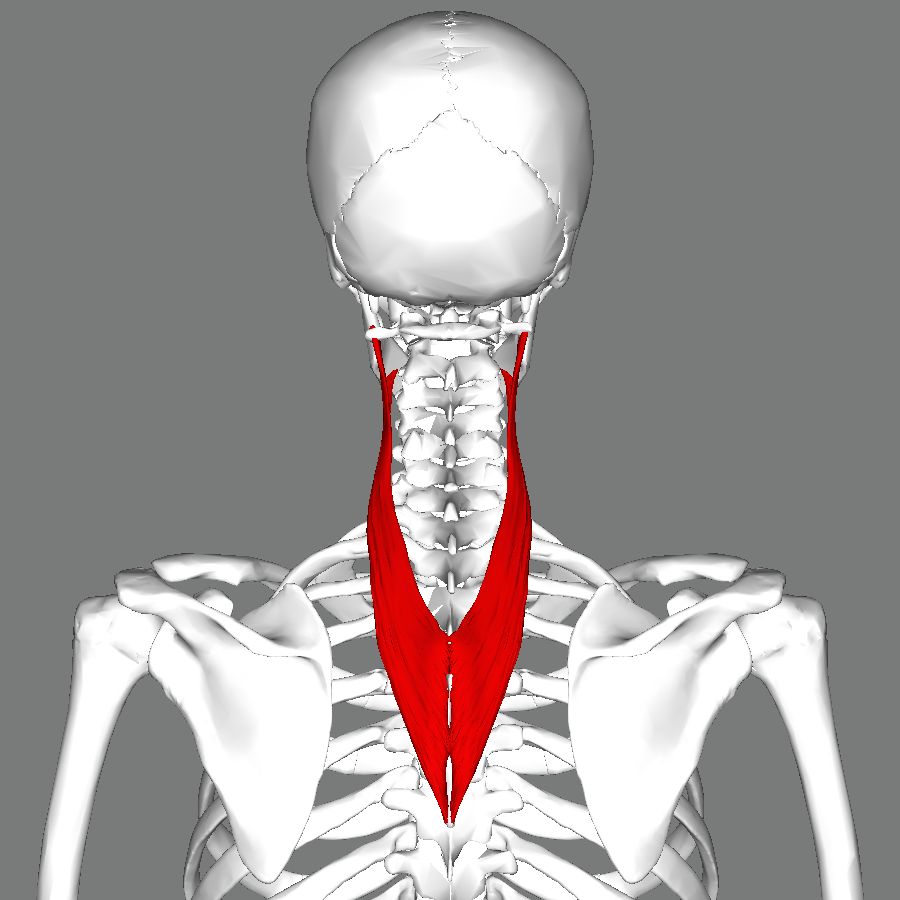
Vista posterior.
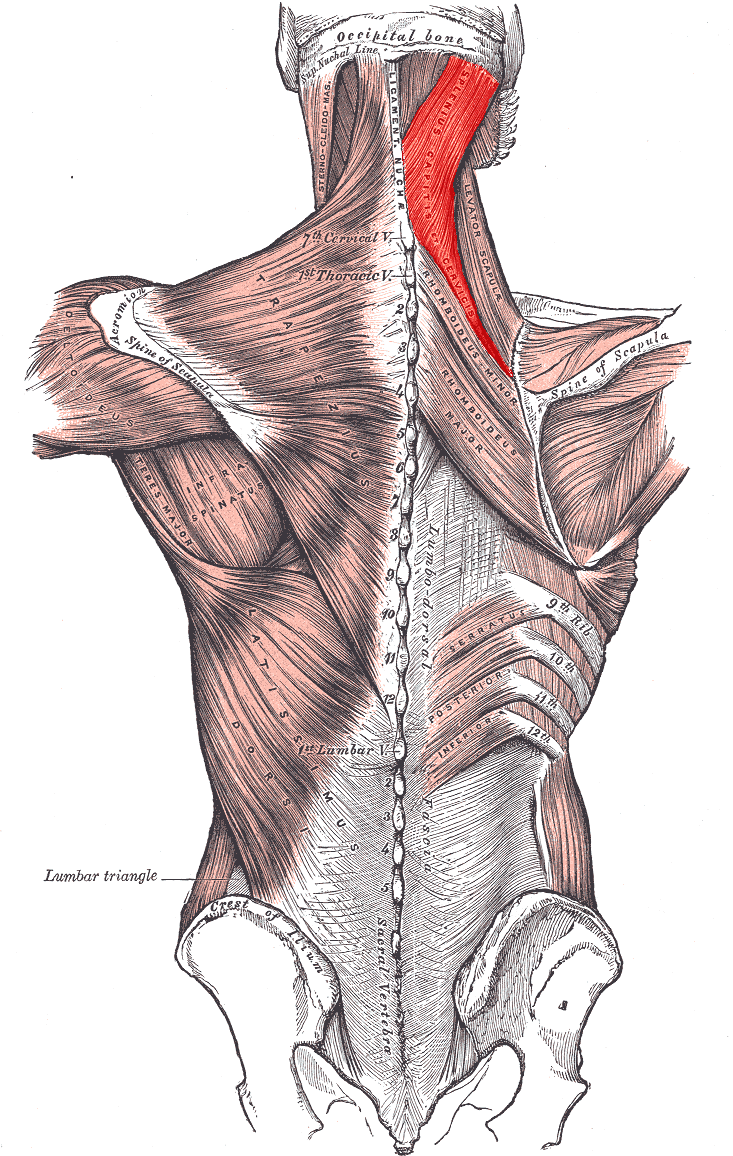
Els músculs esplenis.
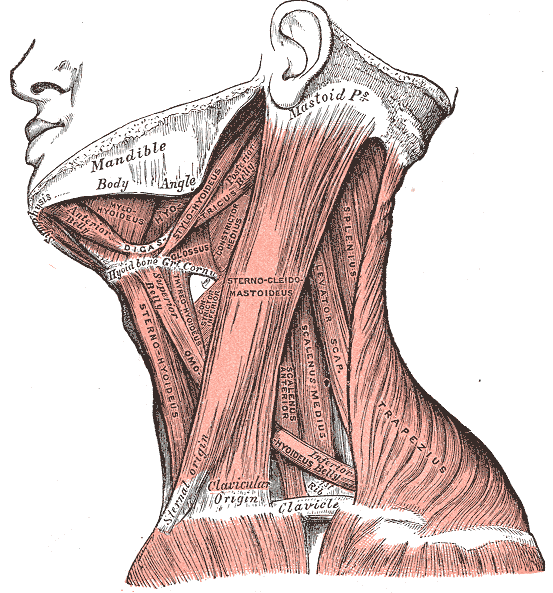
Músculs del coll. Vista lateral.
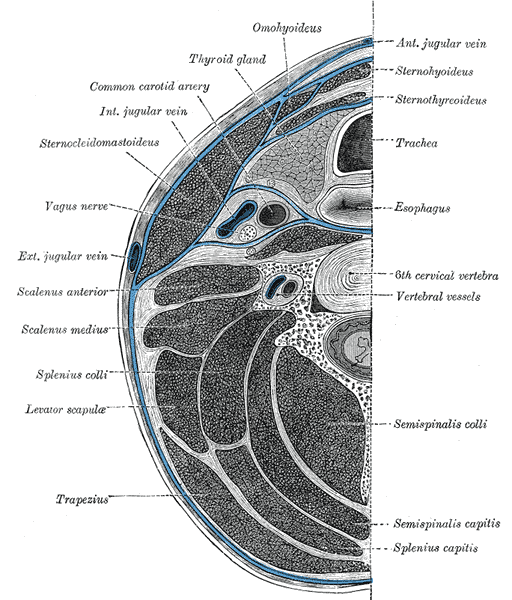
Secció del coll a nivell de la vèrtebra C VI.